# Ковалевська Марія Павлівна
Ковалевська Марія Павлівна (до шлюбу Воронцова; серпень 1849 — 7 (19) листопада 1889) — народниця.

## Біографія
Народилася у дворянській родині поміщика Катеринославської губернії зі знатного роду Воронцових. Закінчила жіночий інститут в Одесі. У 1874 році зблизилася з учасниками одеських народницьких гуртків, проводила революційну діяльність в Одесі, Харкові, Києві (була членом київського гуртка «Південні бунтарі» із Я. В. Стефановичем, В. К. Дебогорієм-Мокрієвичем).
1876 року заарештована царськими жандармами в містечку Шпола й ув'язнена. Після звільнення перебувала на нелегальному становищі. 11 лютого 1879 року заарештована у Києві, в будинку Бабичової, разом з В. К. Дебогорієм-Мокрієвічем та іншими й згодом заслана на каторгу до Сибіру.
У 1881 році через хворобу перевезена через Красноярську в'язницю до Мінусинська, де відбував заслання чоловік. У 1882 році — повернена на Карійську каторгу (р. Кара, Забайкалля, Росія). У зв'язку з участю в протестах каторжан проти посилення режиму, у 1883 році етапована в Іркутську в'язницю; 1887 року переведена назад на Кару. Після тілесних покарань щодо Н. Сигиди, на знак протесту разом з Калюжною М. В., Смирницькою Н. С. прийняла смертельну дозу морфію 6 листопада 1889 року, за два місяці до виходу на поселення. Померла 7 листопада 1889 року.

## Родина
- Чоловік — Ковалевський Микола Васильович (1841—1897).